# Långhed
Långhed är en bebyggelse i Alfta socken i Ovanåkers kommun som omfattar fler mindre byar. Under åren har SCB avgränsat två småorter i området. Den ena, Näsbyn och del av Långhed, räknades fram till 2015 då denna småort upplöstes i samband med att SCB ändrade sin metod för att få fram statistiken. Silfors, Norra Långhed och V del av Långhed endast räknades som småort från 1990 fram till nästkommande småortsavgränsning 1995.
Genom Långhed, som ligger cirka 6 kilometer norr om Alfta, rinner Hässjaån. Långhed kan delas upp i Långhed, Norra Långhed, Silfors, Västibacken, Spjälkaberg och Näsbyn.

## Historia
Långhed är en gammal by med anor som sträcker sig så långt bakåt i tiden som till 1200-talet. Orten nämns då för första gången i Alfta sockens kyrkböcker. Men då under namnet Longede. Förmodligen är Långhed mycket äldre än så. Pilgrimsleder och marknadsvägar fanns vid Långrösten redan år 1030. Det finns fynd som visar att människor bott i trakten ända sedan stenåldern.  
Ån användes längre tillbaks till att flotta timmer, bland annat till Silforssågen.

### Bondeslottens era
Under 1700-talet började Långhed få en bystruktur med envåningshus, så kallade parstugor. Från den här tiden stammar även Långheds 17 stamhemman. Senare på 1800-talet byggs det på en våning på parstugorna. Samtidigt börjar de stora bondeslotten med sina praktfulla förstukvistar och rikt dekorerade interiörer uppträda. I slutet på 1700-talet och under 1800-talet tjänade nämligen byns bönder pengar på att odla lin. Långhed har med anledning av de nästan palatsliknande byggnaderna kommit att kallas för bondeslottens by.
Ofta var konstnärerna dalkarlar som reste till Hälsingland för på måla i gårdarna. En av dessa målare kallades blåmålaren på grund av sin förkärlek för blått. Väggarna i Pallars är målade av honom. En annan av målarna var Ersson-Svärd han kom också från Dalarna och målade bland annat väggarna i Hisved.

### Administrativ historik
Den södra småorten/bebyggelsen består sedan 1995 av Näsbyn och den södra delen av det större området Långhed. När småorten först beskrevs, år 1990, benämnde SCB den Näsbyn + Ö del av Långhed och den hade då 115 invånare och innefattade 58 hektar, alltså drygt dubbelt så mycket som den nuvarande småorten. Den nu existerande småorten består av den södra delen av det området.
Småorten Silfors, Norra Långhed och V del av Långhed var belägen i den nordvästra delen av Långhed. SCB avgränsade 1990 området som en småort med 131 invånare på en yta av 67 hektar men vid senare avgränsningar har det inte längre gått att avgränsa en bebyggelseenhet med mer än 50 invånare enligt SCB definition för att den skall kunna klassas som småort.

## Bebyggelse
I Långhed finns gårdarna Jon-Lars och Pallars som finns med bland de sju Hälsingegårdar som utsågs till världsarv av Unesco sommaren 2012.
Långhed har även haft förskola/dagis och skola med ungefär 40 elever från årskurs 1 till 6. Skolan lades ner våren 2008. 

## Näringsliv
Jordbruket med mjölkproduktion har klassiskt sett varit en viktig inkomstkälla i Långhed. Men de senaste 10 till 20 åren har lönsamheten på mjölkproduktion försämrats . Det har lett till att många slutat med mjölkproduktionen. Endast några få bönder håller fortfarande mjölkkor för mjölkproduktion. Några av de bönder som tidigare sysslade med mjölkproduktion har i stället valt att ägna sig åt uppfödning av nötkreatur för köttproduktion. Detta sätt att bedriva jordbruk och boskapshållning är mycket mindre tidskrävande då köttdjur inte behöver mjölkas morgon och kväll.  
En annan historiskt sett viktig arbetsgivare i Långhed var Silforssågen. Den är dock nedlagd och de gamla huvudbyggnaderna är rivna. Endast de allra nyaste byggnaderna finns kvar och används nu av andra företag. 

## Evenemang
- Vår, höst och julmarknad
- Tändning av kolmila
- Valborg - I bygdeföreningens regi.

## Idrott
Långheds IF verkar i orten sedan 1938.